# Katalonien-Krise

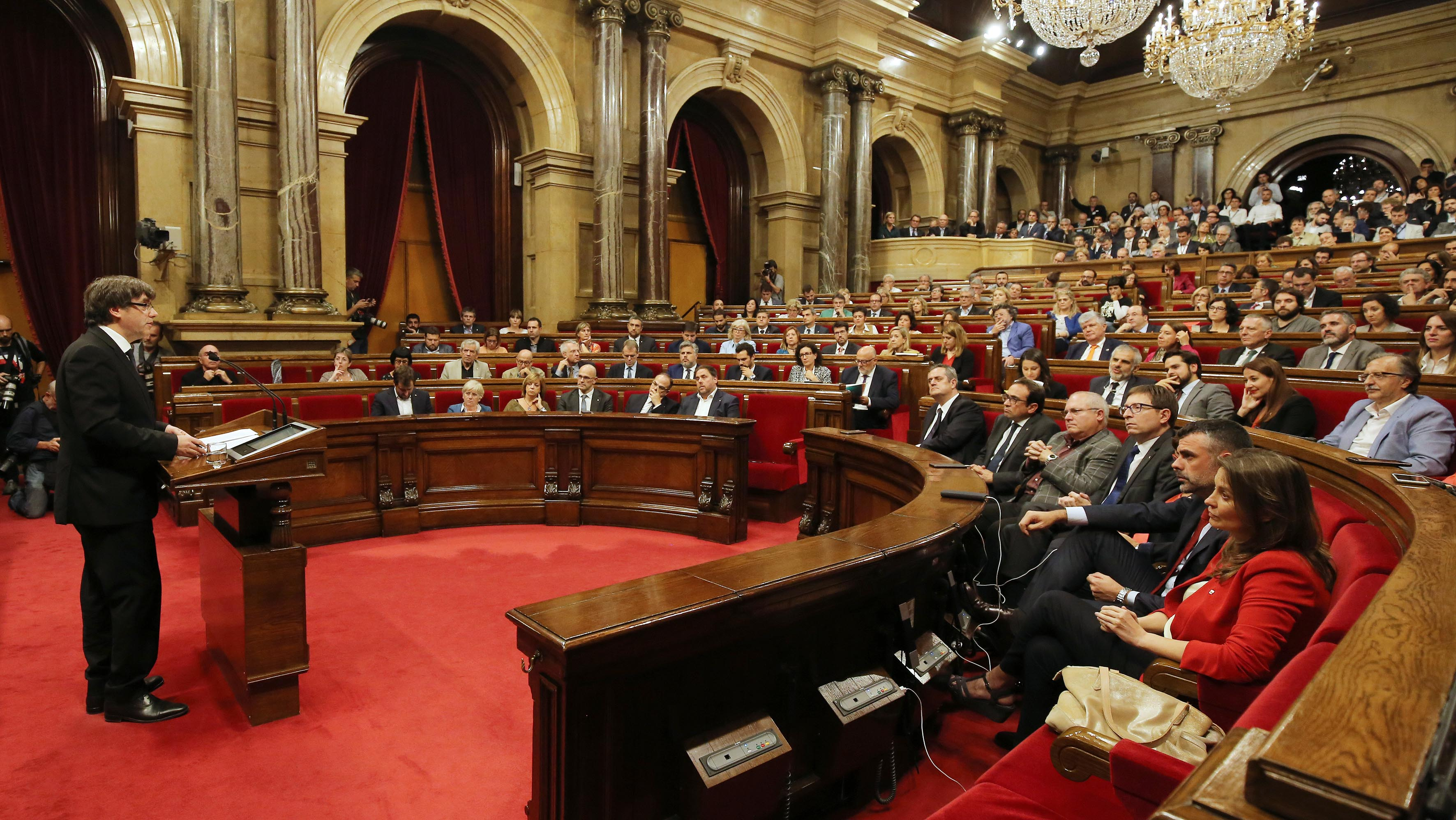
Der katalanische Premierminister Carles Puigdemont beim Verlesen seiner Erklärung zum Unabhängigkeitsprozess am 10. Oktober 2017 vor dem Regionalparlament in Barcelona

Als Katalonien-Krise wird der Verfassungskonflikt zwischen der katalanischen Autonomiebewegung und der Zentralregierung Spaniens bezeichnet. Zuletzt akut wurde die Krise durch das illegal abgehaltene Unabhängigkeitsreferendum vom 1. Oktober 2017, das bereits im Vorfeld vom spanischen Verfassungsgericht für verfassungswidrig erklärt worden war. An der Abstimmung nahmen 43,03 % der Wahlberechtigten teil, diese sprachen sich mit einer Mehrheit von 90,18 % für ein von Spanien unabhängiges Katalonien aus.
Am 27. Oktober 2017 stimmte das katalanische Parlament für die einseitige Unabhängigkeitserklärung Kataloniens; noch am selben Tag erklärte die spanische Regierung unter Berufung auf einen Verfassungsnotstand die katalanische Regionalregierung von Carles Puigdemont für abgesetzt, setzte die Eigenverwaltung der Region Katalonien aus und kündigte Neuwahlen zum Regionalparlament an. Wenig später wurden Puigdemont und weitere Separatisten für ihre Rolle bei der Organisation des Referendums verklagt, woraufhin Puigdemont und vier seiner Minister ins Ausland flohen und andere Angeklagte in Haft genommen wurden. Bei den Wahlen im Dezember 2017 erlangten separatistische Parteien erneut eine knappe Mehrheit im Parlament, konnten aber den geflohenen Puigdemont nicht als katalanischen Ministerpräsidenten durchsetzen; erst Mitte Mai 2018 wurde der Separatist Quim Torra zum neuen Ministerpräsidenten gewählt. Mit der Ernennung einer neuen Regionalregierung unter Torra Anfang Juni 2018 endete die Direktverwaltung Kataloniens aus Madrid; der Konflikt mit den katalanischen Separatisten bestimmt aber weiterhin das politische Geschehen in Spanien.

## Verlauf

### Vorgeschichte
2006 war für die Region Katalonien ein neues Autonomiestatut in Kraft getreten. Bei den Autonomiestatuten handelt es sich um die „Verfassungen“ der Autonomen Gemeinschaften, insbesondere sind sie für die Kompetenzverteilung zwischen dem spanischen Staat und den Regionen von Bedeutung. Die Verabschiedung und Änderung der Autonomiestatute erfordert die Zustimmung sowohl des jeweiligen Regionalparlaments als auch des spanischen Parlaments und im Falle Kataloniens der anschließenden Annahme in einer Volksabstimmung in der Region.
In der Volksabstimmung im Juni 2006 sprachen sich 73,9 % der Wähler (bei einer Abstimmungsbeteiligung von 49 %) für das neue Statut aus. Der Gesetzestext war durch das spanische Parlament erst nach teils gravierenden Änderungen bestätigt worden. Nach Unterzeichnung durch König Juan Carlos I. trat das Gesetz am 9. August 2006 in Kraft. Gegen das neue Autonomiestatut richtete die konservative Partido Popular einen Normenkontrollantrag, in dem diese die Verfassungsmäßigkeit von 114 Paragrafen des Gesetzeswerks anzweifelte. Das Urteil des Verfassungsgerichts (Tribunal Constitucional) wurde nach einer Verfahrensdauer von vier Jahren erst im Juni 2010 verkündet und das Gericht erklärte 14 Bestimmungen des Autonomiestatuts für verfassungswidrig und gab für 27 weitere vor, wie diese verfassungsgemäß auszulegen seien. Der weitergehende Antrag wurde vom Gericht abgewiesen.
Parallel hierzu und in Folge der Finanzkrise setzte die Regionalregierung unter dem damaligen Ministerpräsident Artur Mas zunehmend auf eine separatistische Rhetorik, unter anderem, weil Katalonien durch hohe innerstaatliche Transferleistungen wirtschaftlich leide. 2014 setzte die Regionalregierung per Dekret erneut eine förmliche Volksbefragung an. Den Bürgern Kataloniens sollte in der Volksbefragung folgende Frage vorgelegt werden: „Wollen Sie, dass aus Katalonien ein Staat wird?“ Wer diese Frage mit „ja“ beantwortet, sollte sich noch zu einer zweiten Frage äußern, nämlich: „Wollen Sie, dass dieser Staat unabhängig ist?“ Die Befragung sollte rein konsultativ sein. Zu einer solchen förmlichen Volksbefragung ist es aber nicht gekommen, weil das Dekret aufgrund eines von der spanischen Regierung beim Verfassungsgericht gestellten Normenkontrollantrags außer Vollzug gesetzt wurde. Stattdessen leitete die Regionalregierung ohne gesetzliche Grundlage den Bürgerbeteiligungsprozess mit einer „alternativen Abstimmung“ am 9. November 2014 ein, bei der dieselben Stimmzettel verwendet wurden. Es beteiligten sich nach Angaben der Regionalregierung etwa ein Drittel der hierzu Berechtigten an der Abstimmung. Von diesen stimmten etwa 80 % für eine Unabhängigkeit der Region von Spanien (beantworteten also beide Fragen mit „Ja“).
Am 25. November 2014 kündigte Ministerpräsident Mas in einer Rede an, dass er vorgezogene Neuwahlen zum Regionalparlament mit „plebiszitärem Charakter“ über die Frage der Unabhängigkeit der Region von Spanien anstrebe. Dies solle dadurch erreicht werden, dass sich alle die Unabhängigkeit unterstützenden Kräfte zu einer gemeinsamen Wahlliste zusammenschließen mit dem gemeinsamen Ziel, dann nach der Wahl binnen 18 Monaten die Unabhängigkeit zu erreichen. Die Wahlen wurden schließlich für den 27. September 2015 angesetzt; im Ergebnis entfiel auf diejenigen Kräfte, die eine einseitige Unabhängigkeitserklärung befürworten (Junts pel Sí (JxSí), als Wahlbündnis zwischen Esquerra Republicana de Catalunya (ERC) und Partit Demòcrata Europeu Català (PDeCat)) gemeinsam mit der links-alternativen Candidatura d’Unitat Popular (CUP), die absolute Mehrheit im Parlament (72 von 135 Mandaten). Ihr gemeinsamer Stimmenanteil verfehlte jedoch mit knapp 48 % die Mehrheit der Abstimmenden. Die CUP lehnte Mas als Regierungschef aufgrund von Korruptionsvorwürfen als Präsidenten ab. Schließlich verzichtete Mas; im Januar 2016 wurde, zum letztmöglichen Termin ohne Neuwahlen ausrufen zu müssen, der bisherige Bürgermeister von Girona, Carles Puigdemont, zu seinem Nachfolger gewählt.

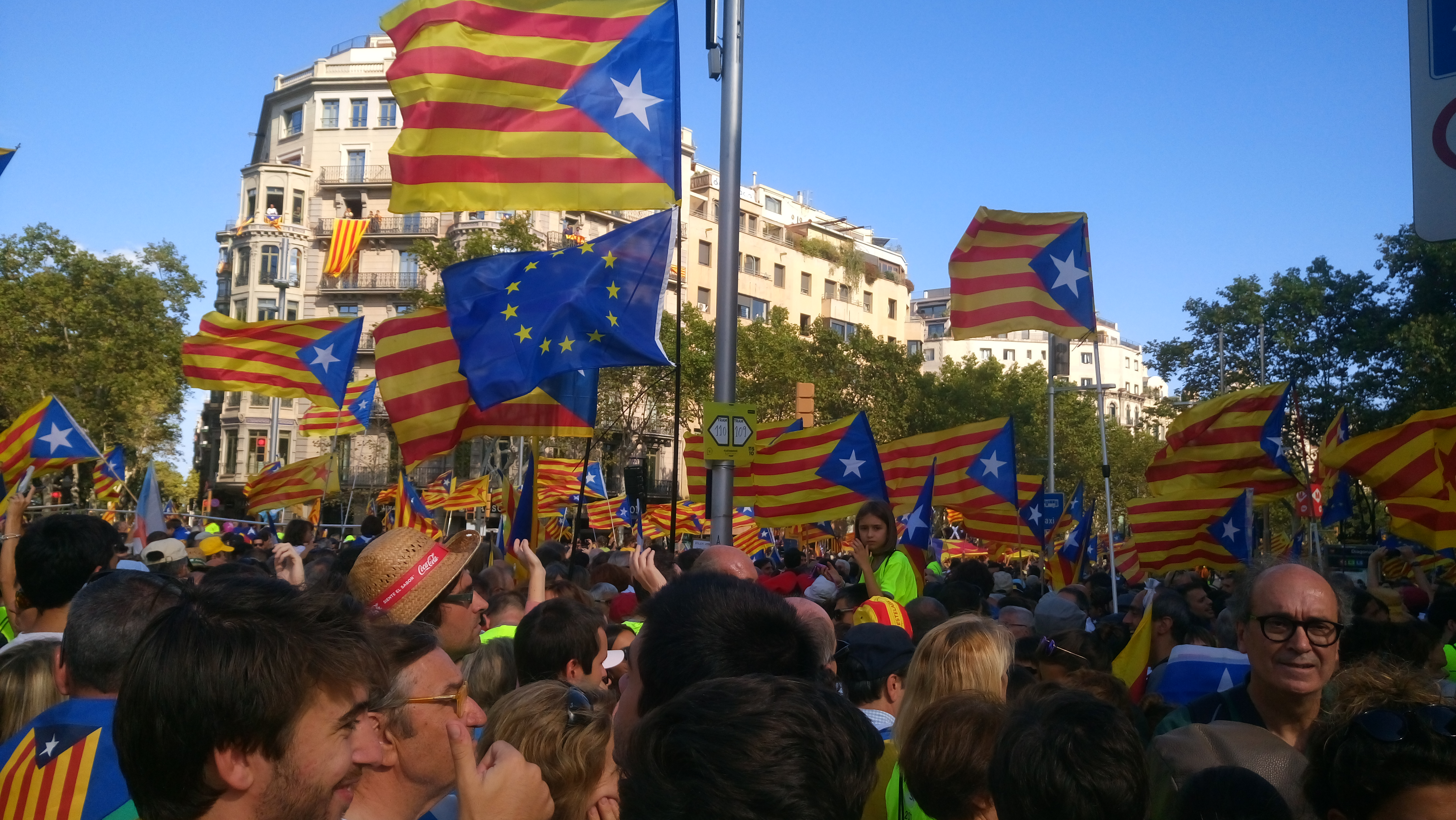
Diada Nacional de Catalunya, Barcelona, September 2017

### Das Referendum vom 1. Oktober 2017 und dessen Ergebnisse
Die neue Regionalregierung von Puigdemont sah ein Gesetz über die Durchführung einer neuen Volksabstimmung ursprünglich für August 2017 vor; das Referendumsgesetz wurde jedoch erst am 6. September 2017 vom katalanischen Regionalparlament im Rahmen einer turbulenten Sitzung verabschiedet. Für das Gesetz stimmten die 72 Abgeordneten der Regierungskoalition von Junts pel Sí und der CUP. Die elf Abgeordneten der Fraktion Catalunya Sí que es pot (gemeinsame Fraktion von Podemos, ICV und EUiA) enthielten sich. Die 52 Abgeordneten von Ciudadanos, PSC und PP verließen vor der Abstimmung das Plenum; die für das Gesetz nötige 2/3-Mehrheit war nicht gegeben. Nach diesem später vom spanischen Verfassungsgericht illegal erklärten Referendumsgesetz ist das Ergebnis des auf den 1. Oktober festgesetzten Referendums bindend. Ergeben sich mehr Ja- als Nein-Stimmen, sollte nach Art. 4 des Gesetzes das Regionalparlament binnen zwei Tagen nach der Veröffentlichung des Abstimmungsergebnisses zusammentreten, um die Unabhängigkeit Kataloniens zu erklären.
Obgleich die Abhaltung des Referendums am 1. Oktober durch Polizeimaßnahmen der spanischen Regierung behindert war und es zahlreiche Unregelmäßigkeiten beim Wahlablauf gegeben hat, teilte die Regionalregierung schon am Folgetag ein vorläufiges Wahlergebnis mit. Das endgültige Wahlergebnis wurde am 6. Oktober bekannt gegeben: Bei einer Wahlbeteiligung von 43,03 % gab es 2.044.038 (90,18 %) Ja-Stimmen, 177.547 (7,83 %) Nein-Stimmen, 44.913 (1,98 %) leere Stimmzettel und 19.719 (0,86 %) ungültige Stimmen; laut Gesetz sind die ungültigen Stimmen hierbei für die Berechnung der Anteile von Ja- und Nein-Stimmen sowie der leeren Stimmzettel nicht berücksichtigt worden.
Eine unabhängige Prüfung des Wahlergebnisses ist jedoch aufgrund der Umstände des Referendums nicht möglich.

### Aussetzung des Unabhängigkeitsprozesses
Am 10. Oktober 2017 erklärte der Ministerpräsident der katalanischen Generalitat (Autonomieregierung), Carles Puigdemont, in einer mehrfach verschobenen Rede vor dem Regionalparlament, in der die Separatisten die Unabhängigkeitserklärung erwartet hatten, dass er den Unabhängigkeitsprozess zunächst aussetzte. Als Ziel gab er an, in den nächsten Wochen einen Dialog mit der Zentralregierung in Madrid beginnen und eine Vermittlung erreichen zu wollen. Die Katalanen hätten sich bei dem Referendum am 1. Oktober zwar eindeutig für eine Unabhängigkeit ausgesprochen und damit das Recht, ein unabhängiger Staat zu werden. Er schlug dem Parlament aber vor, zunächst einige Wochen zu warten und in einen Dialog zu treten. Danach unterzeichnete er mit anderen Mitgliedern seiner Regierung und den Parlamentariern der Regierungsparteien (Junts pel Sí und CUP) eine Unabhängigkeitserklärung, mit der Katalonien als unabhängige Republik ausgerufen wurde, diese Unabhängigkeitserklärung wurde aber nicht dem Parlament zur Abstimmung vorgelegt. Die Opposition kritisierte die Erklärung und lehnte eine Unterzeichnung des Dokuments ab.
Bei vielen Separatisten löste die Suspendierung der erwarteten Unabhängigkeitserklärung Enttäuschung aus. Die folgenden Tage waren durch interne Auseinandersetzungen und Flügelkämpfe innerhalb der katalanischen Regierung und im Lager der Unabhängigkeitsbefürworter geprägt, deren radikalere Vertreter die sofortige Umsetzung der Unabhängigkeit verlangten, Puigdemont teils Vorwürfe machten und ihn als „Verräter“ bezeichneten, während andere angesichts der zunehmenden Verschärfung der Lage zur Deeskalation neigten und weitere einseitige Schritte zunächst vermeiden wollten.
Die EU bekräftigte, dass eine Unabhängigkeitserklärung zu einem automatischen Ausscheiden aus der EU führen werde, und erklärte, die Unabhängigkeitsfrage sei eine innere Angelegenheit Spaniens und sie stünde daher nicht, wie ursprünglich von den Unabhängigkeitsbefürwortern erhofft, für eine Vermittlung zwischen Madrid und Barcelona zur Verfügung. Der spanische Premierminister Rajoy hielt an der Position fest, das Referendum sei illegal, und forderte am Folgetag die katalanische Regionalregierung auf, bis zum 16. Oktober zu klären, welche die tatsächliche Position der Regionalregierung bezüglich der Unabhängigkeit sei; diese Frist wurde nach Ablauf auf den 19. Oktober verlängert. In seiner Antwort drohte Puigdemont mit einer formellen Abstimmung zur Unabhängigkeit im Regionalparlament für den Fall, dass die spanische Regierung ihre Repressionen fortsetze und nicht in Verhandlungen trete.
Die Regierung in Madrid bezeichnete die Antwort als unbefriedigend und leitete mögliche Maßnahmen zur Aufhebung der Autonomie Kataloniens im Rahmen des Artikels 155 der spanischen Verfassung ein. Der Artikel 155 der spanischen Verfassung ist eng an die Bestimmungen des Bundeszwanges des deutschen Grundgesetzes angelehnt. Die eventuelle Anwendung des Artikels 155 war 2016 vom Verfassungsrechtler Bar Cendón auch mit dem Verfassungsreformprogramm der britischen Regierung im Nordirlandkonflikt 1998 verglichen worden.

### Unabhängigkeitserklärung und Absetzung der Regionalregierung
Am 21. Oktober 2017 kündigte Rajoy unter Berufung auf Artikel 155 die Entmachtung der katalanischen Regionalregierung und Neuwahlen innerhalb von 6 Monaten an, um die verfassungsmäßige Ordnung und wirtschaftliche Stabilität in Katalonien wiederherzustellen. Die Maßnahmen sollten noch vom spanischen Senat in einer für den 27. Oktober anberaumten Sitzung gebilligt werden. Die geplanten Maßnahmen wurden mit den Oppositionsparteien PSOE und Ciudadanos vorher abgestimmt.
Die Zentralregierung verkündete, dass dabei die Autonomie nicht aufgehoben werde und alle Maßnahmen schrittweise eingesetzt werden sollten. Im Einzelnen sehen die auf eine maximale Dauer von sechs Monaten ausgelegten Maßnahmen vor, dass die gesamte Regionalregierung um Puigdemont abgesetzt wird; die katalanischen Behörden sollen unter direkter Aufsicht der zuständigen Minister in Madrid normal weiter funktionieren, einschließlich der katalanischen Regionalpolizei, den Mossos d'Esquadra, die direkt dem Innenminister unterstellt werde; die Finanzbehörden müssen sicherstellen, dass keine Mittel für sezessionistische Zwecke missbraucht werden, und die öffentlichen Medien müssen auf eine ausgewogene und objektive Berichterstattung achten. Bei einer Weigerung, den Weisungen der Zentralregierung zu folgen, kann diese personelle Maßnahmen anordnen. Gleichzeitig werden dem Regionalparlament Befugnisse entzogen und die Regierung kann es auflösen.
Puigdemont erklärte in einer Ansprache in TV3, dem katalanischen öffentlich-rechtlichen Fernsehen, hingegen, bei der Anwendung des Artikels 155 handele es sich um einen Putsch gegen den Rechtsstaat, und rief das katalanische Volk auf, sich zu einen, um seine Institutionen zu verteidigen; er werde eine Plenarsitzung des Regionalparlaments einberufen, damit die Volksvertreter die versuchte Liquidierung der Demokratie und der Autonomie debattieren und entsprechende Konsequenzen ziehen könnten. Puigdemont erwog bis zum 26. Oktober, selbst Neuwahlen anzusetzen; ihm war signalisiert worden, u. a. über den Ministerpräsidenten des Baskenlandes, Iñigo Urkullu, im Falle einer Ausrufung von Autonomiewahlen könne seitens der spanischen Regierung auf die angekündigten Zwangsmaßnahmen verzichtet werden. Aus den Reihen der Unabhängigkeitsbefürworter wurden Stimmen laut, dies stelle einen Verrat da; Puigdemont erklärte daraufhin, es gebe keine Garantien für die Aussetzung der Zwangsmaßnahmen. Die Entscheidung für Neuwahlen wäre laut Beobachtern Puigdemonts letzte Gelegenheit gewesen, eine weitere Eskalation des Konflikts zu vermeiden.
Am 27. Oktober, parallel zu der Sitzung des spanischen Senats über die Anwendung des Artikels 155, stimmte das Regionalparlament mit 70 Stimmen (von insgesamt 135 Abgeordneten) für eine Unabhängigkeit und Ausrufung einer katalanischen Republik; die Oppositionsmitglieder der Ciutadans, PSC und PP hatten das Regionalparlament zuvor in Protest verlassen. Das spanische Verfassungsgericht erklärte die Abstimmung umgehend als illegal; wenig später stimmte der spanische Senat mit parteiübergreifender Mehrheit (214 von 262 Stimmen) der Absetzung der katalanischen Regionalregierung und der Entmachtung des Regionalparlaments zu.
Am selben Abend erklärte die spanische Regierung die Absetzung der gesamten katalanischen Regionalregierung, der Führungsspitze der katalanischen Polizei sowie einer Reihe von Spitzenbeamten und rief zur Ruhe auf; gleichzeitig wurde das katalanische Parlament aufgelöst und vorgezogene Neuwahlen für den 21. Dezember 2017 angekündigt; die reguläre Legislaturperiode lief bis 2019 und die Ankündigung von Wahlen zum frühestmöglichen Termin wird als Versuch gesehen, die Krise zu deeskalieren.
Rajoy bestimmte am Folgetag die Vizepräsidentin Soraya Sáenz de Santamaría zur kommissarischen Präsidentin der katalanischen Generalitat bis zu der Bestellung einer neuen Regierung nach den Neuwahlen in Nachfolge des abgesetzten Puigdemont. Der öffentlich-rechtliche katalanische Fernsehsender TV3 wurde nicht, wie ursprünglich vorgesehen, unter Aufsicht der Zentralregierung gestellt.

### Maßnahmen der spanischen Justiz

#### Flucht und Anklageerhebung

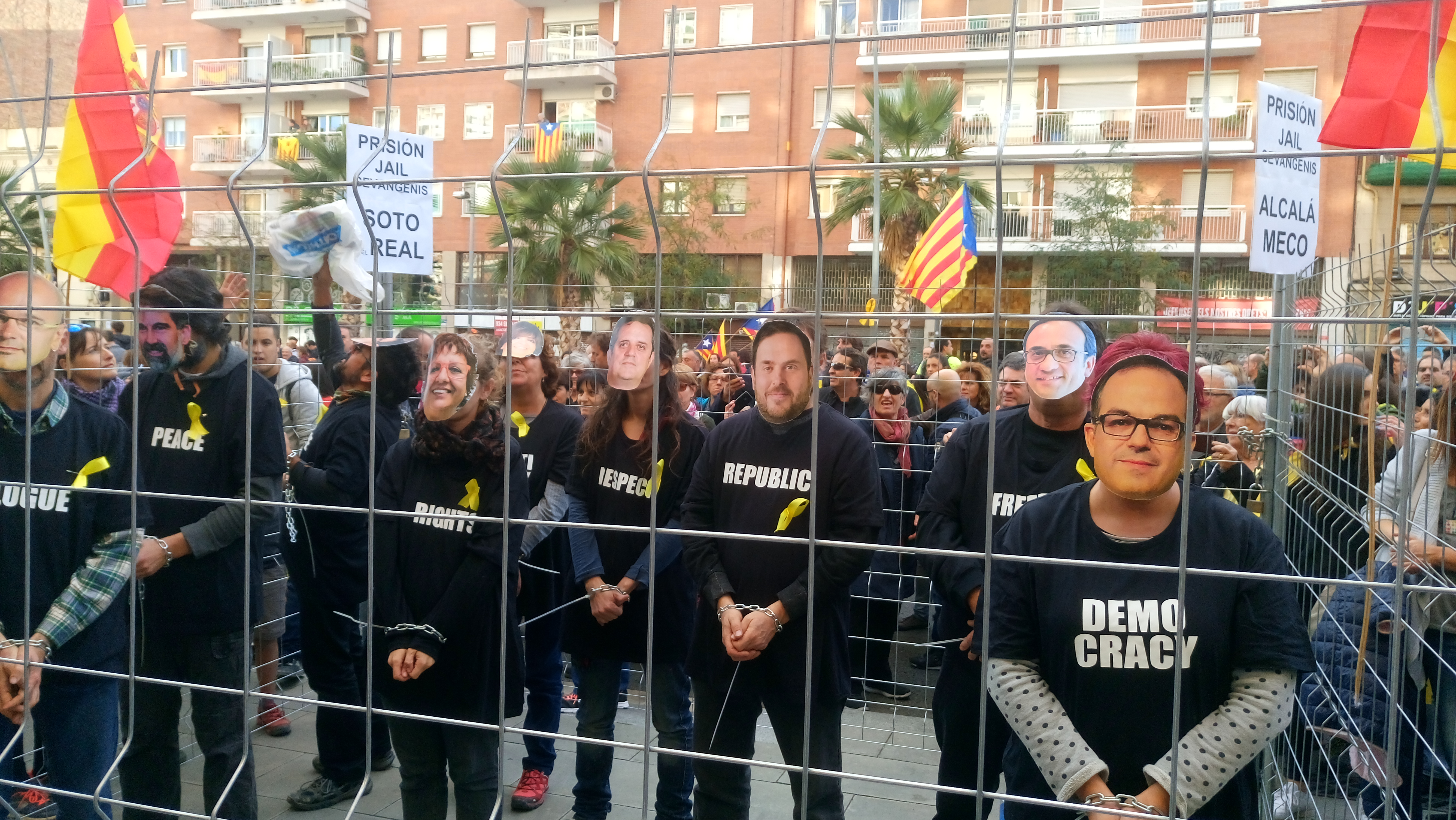
Demonstration für die Freilassung der inhaftierten katalanischen Ex-Regierungsmitglieder in Barcelona im November 2017.

Am 16. Oktober 2017 wurden die beiden separatistischen Aktivistenführer Jordi Sànchez (ANC) und Jordi Cuixart (Òmnium Cultural) auf Anordnung des spanischen Justiz in Untersuchungshaft genommen; ihnen wurde öffentlicher „Aufruhr“ (sedición) vorgeworfen, sie wollten laut den Anschuldigungen kurz vor dem Referendum, in der Nacht des 20. September, als Rädelsführer eine organisierte Gruppe mit 40.000 Menschen über die Social Media, aber auch persönlich anführen und verpflegen sowie die Polizei behindern; die Demonstranten sollten dabei die von der spanischen Justiz angeordneten Hausdurchsuchungen verhindern.
Die Unabhängigkeitsbefürworter bezeichneten diese Entscheidung als Repression und die beiden Politiker als politische Gefangene.
Gleichzeitig wurde Josep Lluís Trapero, der Chef der Mossos d'Esquadra (katalanischen Polizei), dem Passivität bei der Verhinderung des Referendums vorgeworfen wurde, ohne Kaution wieder freigelassen.
Am 30. Oktober 2017 erhob die spanische Generalstaatsanwaltschaft Anklage gegen Carles Puigdemont und seinen Vizepräsidenten Oriol Junqueras sowie weitere abgesetzte Regierungsmitglieder wegen rebelión (Aufstand), Auflehnung gegen die spanische Staatsgewalt und Veruntreuung öffentlicher Gelder (wegen deren Verwendung für das vom Verfassungsgericht als illegal erklärte Referendum).
Die Strafkammer der Audiencia Nacional ordnete am 31. Oktober 2017 das Erscheinen Puigdemonts und der anderen angeklagten ehemaligen Kabinettsmitglieder vor Gericht am 2. November 2017 an. Carles Puigdemont folgte der Gerichtsvorladung nicht; er floh mit sieben seiner Minister am 30. Oktober 2017 nach Belgien und entkam damit der spanischen Justiz. Am 31. Oktober 2017 hielt die Delegation um Puigdemont in Brüssel eine Pressekonferenz vor über 200 Journalisten ab. Er wolle "das katalanische Problem in Europas Herz tragen" (poner el problema catalán en el corazón de Europa). Die Minister Borràs, Forn und Mundó kehrten danach wieder nach Spanien zurück, während der Rest zunächst in Belgien blieb.
Alle neun am 2. November zur Vernehmung erschienenen Regierungsmitglieder wurden inhaftiert. Das Gericht begründete die Festsetzung der Angeklagten mit erhöhter Fluchtgefahr. Einen Tag nach der Gerichtsvorladung wurde der ehemalige katalanische Minister Santi Vila, der einen Tag vor der „Unabhängigkeitserklärung“ durch das katalanische Parlament zurückgetreten war, gegen eine Kaution aus der Haft auf freien Fuß gesetzt.
Am 3. November 2017 wurden gegen Puigdemont und die vier geflohenen Minister europäische Haftbefehle erlassen. Daraufhin stellten sie sich der belgischen Polizei, wurden aber kurze Zeit später unter Auflagen auf freien Fuß gesetzt. Im Dezember 2017 wurde der europäische Haftbefehl zurückgenommen. Als Gründe wurden vermutet, dass sich Spanien einerseits eine diplomatische Krise mit Belgien ersparen wollte. Andererseits sollte eine bessere Ausgangslage der Angeklagten in Belgien vermieden werden, da es dort den schwerwiegenden Anklagepunkt der Rebellion nicht gibt.
In einem anderen Verfahren vor dem Tribunal Supremo gegen die Mitglieder des katalanischen Parlamentspräsidiums beantragte der Staatsanwalt am 9. November die Festnahme von Parlamentspräsidentin Carme Forcadell und drei weiteren Präsidiumsmitgliedern wegen der Missachtung der expliziten Aufforderungen des Verfassungsgerichts, die Parlamentsordnung bei der Abstimmung vom 6. September 2017 zum umstrittenen Referendumsgesetz einzuhalten. Forcadell erklärte während der Gerichtsvorladung, dass diese Unabhängigkeitserklärung nur „symbolischer“ und „deklarativer“ Natur und ohne jede Rechtsfolgen gewesen sei; auch der inhaftierte katalanische Vizepräsident, Oriol Junqueras, vertrat diesen Standpunkt in seiner Verteidigung vor Gericht.
Die spanische Justiz ordnete für Forcadell und alle drei Präsidiumsmitglieder die Freilassung gegen Kaution an. Am 4. Dezember wurden auch sechs der ehemaligen katalanischen Regierungsmitglieder gegen Kaution freigelassen. Oriol Junqueras, Joaquim Forn, ehemaliger Innenminister, sowie Jordi Sànchez und Jordi Cuixart blieben aber weiter in Haft.

#### Eröffnung des Verfahrens
Am 23. März 2018 kam es zur Eröffnung des Verfahrens gegen Carles Puigdemont und weitere 12 Angeklagte: Vizepräsident Oriol Junqueras, die Ex-Minister Joaquim Forn, Jordi Turull, Raül Romeva, Clara Ponsatí, Josep Rull, Antoni Comin und Dolors Bassa, Parlamentspräsidentin Carme Forcadell, die Vizevorsitzende der ERC, Marta Rovira, sowie Jordi Sànchez und Jordi Cuixart, wegen Rebellion und Veruntreuung öffentlicher Mittel. Gegen weitere Ex-Minister (Meritxell Borràs, Lluis Puig, Carles Mundó, Santi Vila und Meritxell Serret) wurde ein Gerichtsverfahren wegen der geringeren Vorwürfe des Ungehorsams (willentliche Missachtung und Ablehnung der Entscheidungen des Verfassungsgerichts) und der Veruntreuung öffentlicher Gelder eröffnet. Alleine wegen Ungehorsams angeklagt wurden fünf weitere Ex-Mitglieder des katalanischen Parlamentspräsidiums (Llus Maria Corominas, Lluis Guinó, Anna Simó, Ramona Barrufet und Joan Josep Nuet), die Ex-Präsidentin der CUP, Mireia Boya, sowie die Fraktionssprecherin der CUP, Anna Gabriel. Turull, Rull, Romeva, Bassa und Forcadell wurden wegen erhöhter Fluchtgefahr ins Ausland erneut festgesetzt. Marta Rovira hatte sich zuvor der Vorladung vor Gericht durch Abreise in die Schweiz entzogen, nachdem sie ihr Parlamentsmandat am Vorabend abgegeben hatte; schon zuvor hatte sich Anna Gabriel dorthin abgesetzt. Es wurde ein europäischer Haftbefehl gegen Puigdemont, die anderen geflohenen Regierungsmitglieder und Rovira zu deren Auslieferung ausgestellt.
Des Weiteren wurde am 5. April 2018 ein Verfahren gegen Josep Lluís Trapero, Chef der Mossos (katalanischen Polizei), und zwei weitere zuständige Spitzenbeamte wegen sedición und Zugehörigkeit zu einer kriminellen Vereinigung aufgrund ihrer angeblich mangelnden Unterstützung bei den polizeilichen Maßnahmen zur Verhinderung des Referendums eröffnet. Drei der vier Begleiter Puigdemonts auf der Reise durch Deutschland wurden Ende März kurzzeitig in Spanien verhaftet. Auch gegen den vierten nahmen die Strafverfolgungsbehörden Ermittlungen auf.
Anfang November 2018 bekräftigte die Staatsanwaltschaft, dass sie für Oriol Junqueras ein Strafmaß von 25 Jahren Freiheitsentzug wegen Rebellion und Veruntreuung fordern werde; gegen andere festgesetzte Regierungsmitglieder (Joaquim Forn, Jordi Turull, Josep Rull, Raül Romeva, Dolors Bassa) wurde wegen ihrer weniger herausragenden Stellung mit 16 Jahren Haft ein geringeres Strafmaß beantragt; gegen Cuixart, Sànchez und Forcadell, die nur für Rebellion (und nicht für Veruntreuung) angeklagt werden, wird ein Strafmaß von 17 Jahren Haft beantragt, da auch sie eine Führungsrolle in der Rebellion innegehabt hätten. Die Rechtsberater der spanischen Regierung plädierten hingegen auf eine Anklage nur wegen Aufruhr (sedicion) und Veruntreuung öffentlicher Mittel, was beträchtlich geringere Strafen zur Folge hätte. Der Unterschied zwischen Rebellion und Aufruhr liegt im spanischen Recht im Ausmaß der bei Nötigung öffentlich angewendeten Gewalt.

### Verfahren im Ausland

#### Vorübergehende Festsetzung Puigdemonts in Deutschland
Am 25. März 2018 wurde Carles Puigdemont, der sich auf der Rückreise von einer Vorlesung an der Universität Helsinki
nach Belgien befand, aufgrund des zwei Tage zuvor ausgestellten europäischen Haftbefehls in Deutschland festgenommen. Daraufhin wurde er in die Justizvollzugsanstalt Neumünster eingeliefert.
Puigdemont hatte Dänemark zuvor unbehelligt passieren können, denn laut dänischer Polizei habe man erst kurz zuvor erfahren, dass sich Puigdemont im Land aufgehalten hatte. Deshalb sei es der dänischen Polizei unmöglich gewesen, ihn festzunehmen, bevor er die Grenze nach Deutschland überquerte.
Der spanische Nachrichtendienst Centro Nacional de Inteligencia hatte das Bundeskriminalamt (BKA) alarmiert, als sich Puigdemont von Finnland in Richtung Deutschland auf den Weg machte. Das BKA habe dann den entscheidenden Hinweis an das Landeskriminalamt in Schleswig-Holstein gegeben.
Auf Antrag der Generalstaatsanwaltschaft Schleswig-Holstein erließ das Schleswig-Holsteinische Oberlandesgericht am 5. April 2018 gegen Carles Puigdemont einen Auslieferungshaftbefehl wegen Veruntreuung, setzte aber zugleich dessen Vollzug aus. Nur der Vorwurf der „Korruption“ könnte vorliegend einschlägig sein, weil diese Straftat gleichfalls nach deutschem Recht als Untreue bestraft werden könne; darüber konnte noch nicht endgültig entschieden werden. Zu dem spanischen Straftatbestand der rebelión gebe es jedoch kein Pendant im deutschen Recht. Deshalb komme eine Auslieferung, die darauf gestützt werde, nicht in Betracht. Anhaltspunkte, wonach Puigdemont politischer Verfolgung gemäß § 6 Abs. 2 IRG unterliege, seien nicht ersichtlich. Fluchtgefahr liege zwar vor, sie sei aber „deutlich abgemildert“, da eine Auslieferung wegen rebelión nicht drohe. Deshalb sei Haftverschonung gegen Zahlung einer Sicherheit gewährt worden. Außerdem musste er sich jede Woche einmal – auch jedes Mal, wenn er seinen Aufenthaltsort wechselte – bei der Polizei melden und durfte das Land nicht verlassen.
Am 9. Mai 2018 beantragte der Generalstaatsanwalt von Schleswig-Holstein, den Vollzug der Auslieferungshaft anzuordnen. Begründet wurde der Antrag u. a. damit, dass aufgrund der von den spanischen Behörden nachgelieferten Informationen (insbesondere von Videoaufzeichnungen) nach deutschem Recht auch die Straftatbestände des Hochverrats und des schweren Landfriedensbruchs erfüllt wären. Das Oberlandesgericht wies den Antrag mit Beschluss vom 22. Mai 2018 zurück, weil nach vorläufiger Prüfung diese Tatbestände nicht erfüllt seien.
Schließlich zog Spanien den Haftbefehl gegen Puigdemont zurück. Am 19. Juli 2018 lehnte der zuständige spanische Ermittlungsrichter Pablo Llarena eine Auslieferung nur auf Grundlage des Vorwurfs der Veruntreuung öffentlicher Gelder ab und zog zugleich den erneuten Europäischen Haftbefehl gegen Puigdemont und die Ex-Minister zurück, nachdem mit Beschluss vom 12. Juli 2018 lediglich eine Auslieferung wegen Veruntreuung öffentlicher Gelder gerichtlich genehmigt worden und ein Strafverfahren wegen Rebellion nach Auslieferung aus Deutschland unmöglich geworden war. Puigdemont kehrte nach Belgien zurück.

#### Verfahren gegen andere ins Ausland geflohene Angeklagte
Die ehemalige Bildungsministerin, Clara Ponsatí, die mit Puigdemont Ende Oktober 2017 nach Brüssel geflohen war und im März 2018 ihre frühere Stelle an der schottischen St Andrews-Universität wieder angenommen hatte, stellte sich am 28. März 2018 den britischen Behörden, wurde aber noch am gleichen Tage gegen Stellung einer Kaution wieder auf freien Fuß gesetzt. Die drei noch in Brüssel verbliebenen ehemaligen Minister Toni Comín, Meritxell Serret und Lluís Puig hatten sich ebenfalls der Polizei gestellt und wurden zunächst in Erwartung einer Entscheidung einer möglichen Auslieferung ohne Kaution auf freien Fuß gesetzt; am 15. Mai 2018 lehnte die belgische Justiz die Auslieferung wegen eines Formfehlers im europäischen Haftbefehl ab. Ein erneutes Gesuch Puig auszuliefern, lehnte ein belgisches Gericht im August 2020 ab; in der Berufung bestätigte Anfang Januar 2021 die nächste Instanz die Ablehnung, Puig auszuliefern. Der Oberste Spanische Gerichtshof sei nicht zuständig, solange Puigs Fall nicht vor einem Gericht in Katalonien verhandelt worden sei (Verletzung der verfassungsmäßigen Rechte auf Berufung bzw. den gesetzlichen Richter).

### Strafprozess
Der Prozess gegen die zwölf Angeklagten, von denen zu diesem Zeitpunkt neun bereits seit über einem Jahr in Untersuchungshaft saßen, begann am 12. Februar 2019. Der Prozess, der mit den Voraberklärungen der Angeklagten und der Beweisaufnahme begann, bei der unter anderen auch der ehemalige Ministerpräsident Mariano Rajoy in den Zeugenstand berufen wurde, sollte mehrere Monate dauern und Urteile wurden nicht vor den Parlamentswahlen vom 28. April und den Europa- und Kommunalwahlen vom 26. Mai 2019 erwartet. Der Prozess war der Öffentlichkeit einsichtig, wurde mit beachtlicher nationaler und internationaler Aufmerksamkeit verfolgt und wurde u. a. durch mehrere Medien täglich live gestreamt.
Als öffentlicher Ankläger saß die Vox-Partei, vertreten durch Generalsekretär Javier Ortega Smith und Parteivize Pedro Fernández, dem Prozess bei. Die Partei forderte bei jedem Angeklagten Haftstrafen, teilweise von bis zu 74 Jahren.
Am 4. Juni 2019 hielt die Generalstaatsanwaltschaft ihr Plädoyer und bekräftigte, dass es sich bei den Handlungen im Herbst 2017 um einen regelrechten Staatsstreich gehandelt habe, bei dem mit illegalen Mitteln die Verfassung ausgehebelt werden sollte; der Straftatbestand der Rebellion sei demzufolge gegeben; es sei zu „Verwendung von Massenaufläufen“, „Einsatz der Mossos“ und „hinreichender Gewaltanwendung“ gekommen, um die verfassungsmäßige Ordnung zu unterlaufen. „Aufruhr beeinträchtigt die öffentliche Ruhe; Rebellion die Grundlagen der Rechtsstaatlichkeit.“ Am 11. Juni plädierte die Verteidigung – Ungehorsam und Missachtungen der Anweisungen des Verfassungsgerichts durch die Regionalregierung sei im Rahmen einer Unabhängigkeitsstrategie hinnehmbar, zu keinem Moment sei es aber zum Tatbestand der Rebellion gekommen – Gewalt sei nur ein Randproblem gewesen und keineswegs von den Akteuren gewollt oder geplant; vereinzelte Fälle seien von den Medien und der Anklage aus dem Zusammenhang gerissen und übertrieben worden.
Am 12. Juni folgten die abschließenden Aussagen der Angeklagten, in welchen sie die Anschuldigung der Organisation gewaltsamer Auseinandersetzung mehrfach bestritten und argumentierten, die Frage der katalanischen Unabhängigkeit müsse politisch und nicht juristisch geklärt werden. Im Oktober 2019 wurden neun Angeklagte wegen „Aufruhrs“ zu hohen Haftstrafen zwischen neun und dreizehn Jahren verurteilt; von einer Verurteilung wegen „Rebellion“ wurde abgesehen.
Es ergingen folgende Urteile:
- Oriol Junqueras: 13 Jahre
- Jordi Turull: 12 Jahre
- Raül Romeva: 12 Jahre
- Dolors Bassa: 12 Jahre
- Carme Forcadell: 11 Jahre, 6 Monate
- Joaquim Forn: 10 Jahre, 6 Monate
- Josep Rull: 10 Jahre, 6 Monate
- Jordi Sànchez: 9 Jahre
- Jordi Cuixart: 9 Jahre
- Santi Vila, Carles Mundó und Meritxell Borràs: 60.000 Euro Geldstrafe und Berufsverbot für politische Positionen[66] von 20 Monaten.

Gleichzeitig wurde der internationale Haftbefehl gegen Carles Puigdemont reaktiviert. Am 8. März 2021 hob das Europäische Parlament seine Abgeordnetenimmunität auf, womit eine Auslieferung an Spanien grundsätzlich formal erleichtert wird.
Im Juni 2021 begnadigte die spanische Regierung unter Pedro Sánchez die bereits verurteilten Separatisten, „um die Eintracht und das Zusammenleben wiederherzustellen“. Parteien der Opposition reichten gegen diese Entscheidung Anfechtungsklagen vor dem obersten spanischen Gericht ein.
2023 wurde der Tatbestand der Rebellion abgeschafft. Dadurch kam es zu einer Einschränkung der noch laufenden Strafverfahren auf die übrigen Anklagepunkte.

#### Gegenklagen
Im Juni 2018 strengten Carles Puigdemont und die 4 geflohenen Ex-Minister seiner Regierung eine Zivilklage in Belgien gegen den zuständigen spanischen Richter, Pablo Llarena, wegen Voreingenommenheit und Verstoß gegen die Unschuldsvermutung an; da er durch die anstehende Klage fortan befangen sei, müsse ihm die Zuständigkeit für das Verfahren entzogen werden; Llarena wurde für September 2018 vom Gericht in Brüssel vorgeladen. Die spanische Justiz lehnte die Zuständigkeit des belgischen Gerichts ab und ging davon aus, die belgische Justiz werde ein Verfahren in der Sache nicht zulassen; Ende August erklärte die Regierung, der spanische Staat stehe für den Richter ein.

### Folgen und Reaktionen

#### Reaktionen auf die Urteile
In den Tagen nach der Urteilsverkündung kam es in ganz Katalonien zu Demonstrationen, an denen sich mehr als 500.000 Personen beteiligten, und zu einem Generalstreik am 18. Oktober 2019. Auch wenn größtenteils friedlich, mündeten einige Demonstrationen in gewalttätige Auseinandersetzungen mit etwa 100 Verletzten. Der Präsident der Regionalregierung, Quim Torra, forderte die Demonstranten dazu auf, friedlich zu sein, kündigte jedoch gleichzeitig an, an den Unabhängigkeitsbestrebungen festzuhalten.

#### Menschenrechtsorganisationen
Amnesty International erklärte, die inhaftierten Mitglieder und Ex-Minister der katalanischen Regierung und die beiden Aktivisten Jordi Sànchez und Jordi Cuixart könnten bzw. sollten nicht als politische Häftlinge aus Gewissensgründen angesehen werden, da die spanische Justiz ihnen konkrete Strafvergehen vorwerfe; gleichzeitig erklärte die Organisation, sie halte die Vorwürfe von Aufruhr (span. sedición) gegen Sànchez und Cuixart für übertrieben. Amnesty International hatte die spanischen Justiz und Behörden bereits kurz nach deren Festnahme aufgefordert, die Anklagen wegen sedición fallenzulassen und sie aus der Untersuchungshaft so bald wie möglich zu entlassen.
Die UN-Arbeitsgruppe gegen willkürliche Inhaftierungen forderte in einem Bericht vom 13. Juni 2019 die Freilassung von Cuixart und Sànchez. Sie stellte Verstöße fest bezüglich der "Ausübung von Menschenrechten", dem "Grundsatz eines fairen Verfahrens" und kategorisierte die Inhaftierung als "rechtswidrig und diskriminierend".
Nach Verkündung des Urteils kam Amnesty in einer Analyse des Urteils zu der Einschätzung, dass die Verurteilung von Sànchez und Cuixart deren Recht auf Meinungsfreiheit und Versammlungsfreiheit einschränke. Beide sollten umgehend freigelassen werden, da die Verurteilungen auf einer gefährlichen Rechtsauslegung beruhten, die legitime Proteste kriminalisiere. Mit derselben Begründung forderte auch die Weltorganisation gegen Folter Cuixarts und Sànchez' Freilassung.

#### Einschätzungen von Juristen
Unter Hinweis auf die Möglichkeiten im Rahmen des EU-Rahmenbeschlusses zum Europäischen Haftbefehl führten die Rechtsanwälte Ulrich Karpenstein und Roya Sangi aus, dass das Oberlandesgericht seiner Vorlagepflicht beim Europäischen Gerichtshof nachkommen müsste. Für den Rechts- und Politikwissenschaftler Ulrich K. Preuß wies der ausgestellte Haftbefehl „beunruhigende Elemente eines politisch gefälligen Justizaktes“ auf. Daniel Sarmiento, Professor für Europa- und Verwaltungsrecht an der Universität Complutense in Madrid, kritisierte die Entscheidung des OLG und bemängelte, dass die Bestimmungen des EU-Rahmenbeschlusses falsch verstanden worden seien und keine weiteren Informationen zum Fall eingeholt wurden.
Javier Pérez Royo, Professor für Verfassungsrecht an der Universität Sevilla, sieht das Kernargument des OLG Schleswig-Holstein in der Unvereinbarkeit der Anklage wegen Rebellion mit der Demokratie, denn so wie die spanische Justiz diesen Straftatbestand auslege, würden mit dem Versammlungs- und Demonstrationsrecht Grundrechte beschnitten. Daher habe das OLG nicht gezögert, eine Auslieferung wegen Rebellion auszuschließen. Dem liege kein verfahrensrechtliches, sondern ein inhaltliches Argument zugrunde. Die strafrechtliche Verfolgung der katalanischen Politiker verletze diverse Grundrechte und sei verfassungsrechtlich bedenklich: das Recht auf den gesetzlichen Richter (juez ordinario predeterminado por la ley), jenes auf Berufung (doble instancia) sowie des aktiven und passiven Wahlrechts bei der Amtseinsetzung des Präsidenten der Generalitat; nebst dem unverhältnismäßigen Freiheitsentzug. Zudem sei das oberste Gericht in Madrid nicht zuständig – als erste und einzige Instanz –, sondern jenes in Katalonien. Der Tatbestand der Rebellion sei keinesfalls gegeben, da dieser "erhebliche Gewalt" voraussetze. In einem offenen Brief übten deshalb 120 spanische Rechtsprofessoren scharfe Kritik am Vorgehen der Staatsanwaltschaft.

#### Proteste

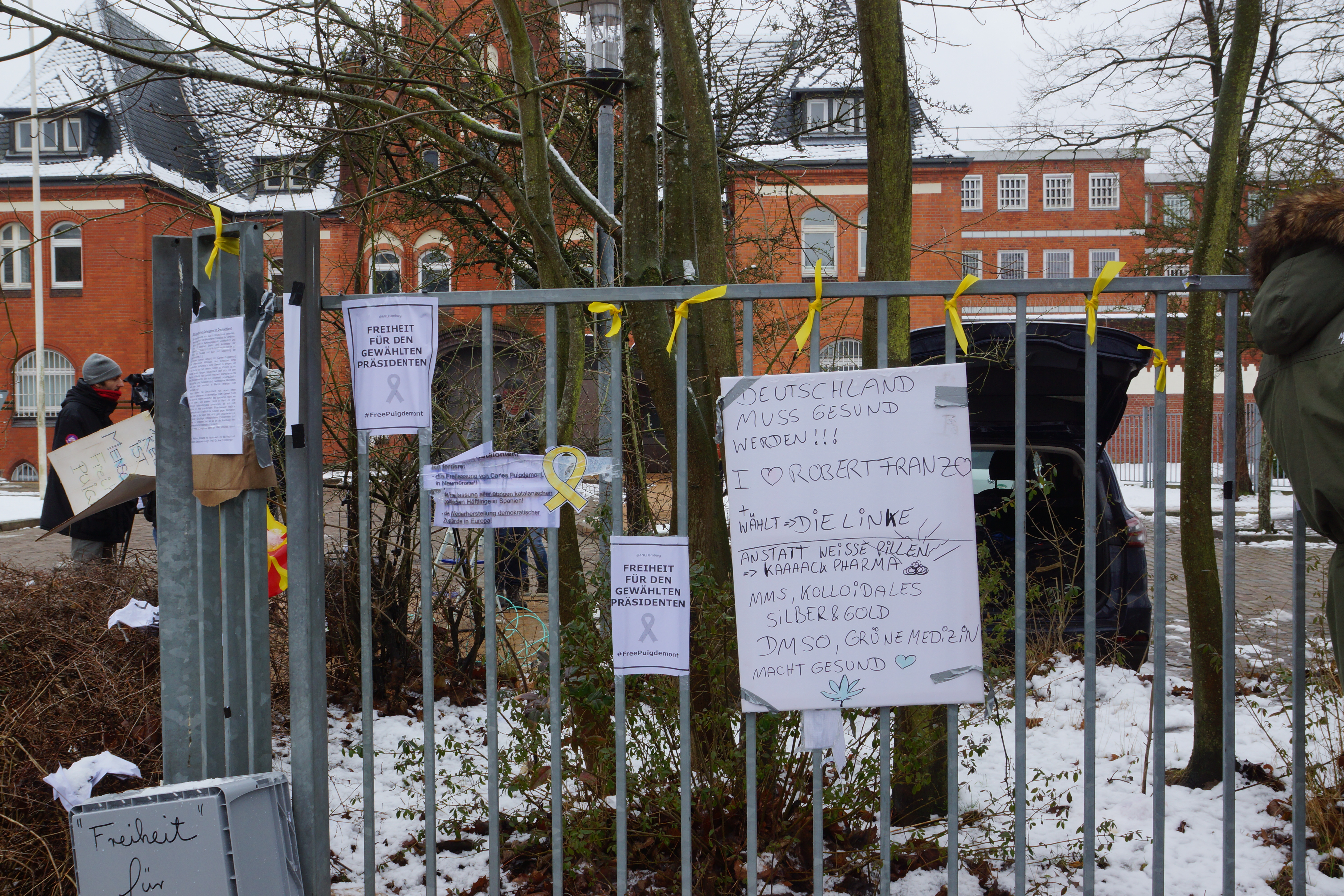
Protestplakate und „gelbe Schleifen“ vor der Justizvollzugsanstalt Neumünster.

Bei einer Demonstration in Barcelona gingen am Abend des 25. März 2018 über 50.000 Anhänger Puigdemonts auf die Straße und demonstrierten gegen seine Festnahme. Dabei kam es zu Zusammenstößen zwischen Demonstranten und Polizisten. Es gab 92 Verletzte auf beiden Seiten.
In Barcelona marschierten die Demonstranten vom städtischen Büro der EU-Kommission zur Vertretung Deutschlands mit Transparenten und Plakaten des Inhalts „Befreit unseren Präsidenten. Seid nicht Mithelfer!“ Andere trugen katalanische Flaggen als Symbol von Unabhängigkeit und Puigdemont-Masken als Unterstützung.

### Wahlen vom 21. Dezember 2017

#### Positionierung der antretenden Parteien
Am 30. Oktober kündigten die zwei größten Unabhängigkeitsparteien, ERC und PDeCAT, an, sie nähmen an den Wahlen am 21. Dezember teil, auch wenn diese „illegitim“ seien. Puigdemont forderte aus Brüssel eine Einheitsliste aller Unabhängigkeitsbefürworter an und ließ wissen, dass er als Präsident der „Exilregierung“ als Spitzenkandidat antreten wolle. Es gelang der PDeCAT und ERC nicht, sich vor dem 7. November (dem letztmöglichen Datum, um ein solches offiziell einzutragen) auf eine solche Einheitsliste zu einigen, so dass es nicht zu einer Neuauflage des Junts pel Sí kam. PDeCAT trat demzufolge mit Puigdemont und dem inhaftierten Jordi Sànchez auf dem zweiten Listenplatz unter dem Namen Junts per Catalunya (JuntsxCat) an.
Die große Mehrheit der inhaftierten Regierungsmitglieder sowie Carme Forcadell, die Parlamentspräsidentin, traten hinter Oriol Junqueras in der ERC-Liste an. Auch die radikale CUP, die einer der schärfsten Vertreter des Unabhängigkeitskurses gewesen war, entschied auf einer Mitgliederversammlung am 12. November mit einer eigenen Liste anzutreten. Für den Wahlkampf rückten PDeCAT und ERC zunehmend von der bisherigen Einseitigkeit des Unabhängigkeitsprozesses ab und gestanden ein, dass die „frühzeitige“ Unabhängigkeitserklärung ein Fehler gewesen sei. Nur die CUP vertrat weiterhin eine harte Linie mit Forderungen nach sofortiger Unabhängigkeit, um den „Erfolg des Referendums vom 1. Oktobers“ zu wahren.
Die unionistischen Parteien Partit Popular (PP), Ciutadans (Cs) und Partit dels Socialistes de Catalunya (PSC) lehnten es ab, eine gemeinsame Liste zu bilden. Podem, der katalanische Ableger von Podemos, konnte sich nicht auf eine Linie festlegen. Der Vorsitzende von Podem, Albano Dante Fachin, trat am 6. November zurück, da dessen Befürwortung der einseitigen Unabhängigkeitserklärung nicht von der Parteiführung getragen wurde. Catalunya en Comú, die Partei von Barcelonas Bürgermeisterin Ada Colau, die bei den Wahlen 2015 ein Wahlbündnis mit Podem bildete, lehnte sowohl den Beitritt zu einer Einheitsliste für die Unabhängigkeit als auch – wie Podemos – die Anwendung des Artikels 155 ab.

#### Ergebnis
Bei den Wahlen erhielten die Befürworter der Unabhängigkeit mit nunmehr 70 von 135 Sitzen erneut die absolute Mehrheit im katalanischen Parlament, das Bündnis Junts per Catalunya wurde mit 34 Sitzen zur stärksten Kraft unter ihnen. Die gegen die Unabhängigkeit eintretende Partei Ciudadanos bildete mit 36 Sitzen die stärkste Einzelfraktion im Parlament. Die ERC erhielt 32, die PSC 17, CatComú–Podem 8 und die CUP 4 Sitze. Die PP des spanischen Ministerpräsidenten Rajoy bildete mit 4 Sitzen und weniger Stimmen als die CUP die kleinste Fraktion, mehrere noch schwächere Parteien zogen nicht ins Parlament ein.
Trotz einer stark angestiegenen Wahlbeteiligung blieb der prozentuale Anteil des Lagers der Unabhängigkeitsbefürworter bei den Wählerstimmen somit mit 47,5 % weiterhin unter 50 % (Parlamentswahl 2015: 47,7 %); die separatistische Mehrheit im Parlament ergab sich aus der relativen Untergewichtung der unionistischen Ballungsgebiete Barcelona und Tarragona. Die unionistischen Parteien erhielten zusammen 43,49 % und das in der Frage der Unabhängigkeit nicht festgelegte Wahlbündnis CatComú-Podem 7,45 % der Stimmen.

### Regierungsbildung in Katalonien nach den Wahlen 2017
Nach den Wahlen begann die Zentralregierung am 23. Dezember 2017 mit dem Abzug von Nationalpolizei und Guardia Civil, die im September 2017 im Vorfeld des Unabhängigkeitsreferendums nach Katalonien entsandt worden waren. In seiner Neujahrsansprache für 2018 sprach sich Carles Puigdemont für Verhandlungen mit der spanischen Regierung über die Unabhängigkeit aus; als Konsequenz der Wahlen forderte er zudem seine Wiedereinsetzung als katalanischer Ministerpräsident, obgleich er bei einer Rückkehr nach Spanien wegen des weiterhin ausstehenden Haftbefehls einer Festsetzung ausgesetzt ist. Rajoy kündigte zudem an, dass die Autonomie nach deren Aussetzung unter Artikel 155 bei einer Wiederwahl Puigdemonts als Ministerpräsident durch das Regionalparlament ohne seine vorherige Rückkehr nicht wiederhergestellt werden könne, da Katalonien nicht aus der Ferne regiert werden könne. Auch die vom Parlamentspräsidium aufgerufenen parlamentarischen Juristen bestätigten in einem Gutachten, dass eine Ernennung zum Ministerpräsidenten nur bei persönlicher Präsenz im Parlament und nicht per Video oder Delegation möglich sei.
Die Konstituierende Sitzung des neu gewählten Regionalparlaments fand am 17. Januar 2018 statt; dabei wurde Roger Torrent (ERC) zum neuen Parlamentspräsidenten gewählt. Die drei in Untersuchungshaft sitzenden neugewählten Abgeordneten hatten ihre Stimme delegiert, Puigdemont und die übrigen vier geflohenen Ex-Minister hatten auf die Stimmabgabe verzichtet. Das neugewählte Präsidium ist dafür verantwortlich, den Wahlmodus für die Regierungsbildung festzulegen, unter anderem ob eine Wahl per Delegation und in Abwesenheit zugelassen wird. Trotz rechtlicher Bedenken nominierte der neu gewählte Parlamentspräsident am 22. Januar 2018 Carles Puigdemont als einzigen Kandidaten zum Regionalpräsident zur anstehenden Wahl. Am 22. Januar 2018 erklärte Puigdemont daraufhin, eine Regierung bilden zu wollen.
Die spanische Regierung reichte am 26. Januar 2018 eine Klage gegen die Nominierung Puigdemonts beim spanischen Verfassungsgericht ein. In einer einstweiligen Verfügung entschied dieses, Puigdemont müsse bei der Wahl anwesend sein.
Die Parlamentssitzungen für die Wahl der Regierung sollte spätestens auf den 31. Januar 2018 (erster Wahlgang mit Wahl des Präsidenten mit absoluter Mehrheit) beziehungsweise auf den 2. Februar (zweiter Wahlgang mit Entscheidung mit einfacher Mehrheit) fallen. Die am 30. Januar anberaumte Plenarsitzung des Parlaments, in der die Wahl Puigdemonts stattfinden sollte, wurde jedoch kurzfristig durch Torrent auf einen unbestimmten Zeitpunkt vertagt, um eine endgültige Entscheidung des Verfassungsgerichts über das Anwesenheitsgebot des Kandidaten abzuwarten; der parlamentarische Kalender zu einer Investitur bis Anfang April wurde damit außer Kraft gesetzt, womit sich auch die kommissarische Regierung der Region durch Madrid verlängerte.
Am 1. März verzichtete Puigdemont „vorläufigerweise“ auf die Kandidatur und berief den in Haft befindlichen Jordi Sànchez als seinen Ersatzkandidaten. Eine Wahl von Sànchez wurde zunächst anberaumt, die nötige Plenarsitzung wurde dann aber nicht einberufen, als klar wurde, dass Sànchez kurzfristig nicht aus seiner Untersuchungshaft entlassen werde. Daraufhin wurde am 21. März Jordi Turull, ehemaliger Regierungssprecher unter Puigdemont, der ebenfalls unter Anklage steht, aber seit Anfang Dezember unter Kaution auf freien Fuß war, von JxCat und ERC als neuer Kandidat zur Präsidentschaft der Region eingesetzt; seine Wahl scheiterte am 22. März im ersten Wahlgang am Widerstand der CUP; Turull wurde jedoch am Vortag nach einer Vorladung vor Gericht im Rahmen der Anklage wegen Aufruhr erneut festgesetzt, womit auch dessen Kandidatur scheiterte. Mit der gescheiterten Wahl Turulls wurde jedoch der normale parlamentarische Kalender in Kraft gesetzt – wäre bis zum 22. Mai 2018 keine Regierungsbildung erfolgt, hätten erneut Parlamentswahlen stattfinden müssen.

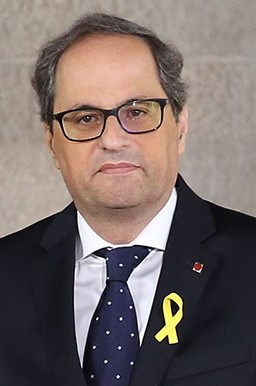
Quim Torra mit gelber Schleife

Anfang Mai 2018 scheiterte der Versuch, die Wahl Puigdemonts zum Regionalpräsidenten trotz seiner Abwesenheit durch eine Gesetzesänderung zu ermöglichen, an einer Entscheidung des spanischen Verfassungsgerichts. Daraufhin schlug Puigdemont überraschend den von der Justiz nicht belasteten, aber als Hardliner geltenden Quim Torra, der für JuntsxCat gewählt worden war, als Kandidaten vor; er wurde am 14. Mai mit knapper Mehrheit im zweiten Wahlgang (66 Stimmen bei 65 Gegenstimmen und 4 Enthaltungen der CUP) zum neuen Präsidenten der Generalitat gewählt; in seiner Rede vor dem Regionalparlament bezeichnete er sich als Übergangspräsident; der legitime Präsident sei weiterhin Puigdemont; er werde zudem loyal zu dem Ergebnis des Referendums von 1. Oktober 2017 stehen, das ihm das Mandat verleihe, eine unabhängige katalanische Republik aufzubauen. Von Mai 2018 bis September 2020 amtierte er als Präsident der Generalitat de Catalunya, der Regionalregierung von Katalonien. Im September 2020 wurde ein gegen ihn verhängtes Urteil rechtskräftig, wonach er 18 Monate lang kein politisches Amt ausüben darf (siehe Abschnitt „Gelbe Schleifen“).

### Regionalregierung unter Quim Torra und Gesprächsbemühungen der spanischen Regierung
Quim Torra als im Regionalparlament neu gewählter Ministerpräsident der katalanischen Regionalregierung signalisierte vor seinem Amtsantritt in einem gemeinsamen Auftritt mit Puigdemont in Berlin „Dialogbereitschaft“ mit der spanischen Regierung in Madrid; bei seiner Vereidigung am 17. Mai wurde dennoch die spanische Flagge entfernt und Torra verweigerte entgegen den Gepflogenheiten (aber wie auch schon Puigdemont bei seiner Vereidigung im Jahr 2015) auf die Loyalitätsbekundung gegenüber der spanischen Verfassung und dem König; nur „zweitrangige“ Vertreter der spanischen Regierung wurden zu der Zeremonie geladen, keiner leistete dieser Einladung Folge.
Wenig später verkündete Torra die Zusammensetzung seiner Regierung; Ministerposition sollten dabei die in Haft befindlichen Josep Rull (Raumplanung und Nachhaltigkeit) und Jordi Turull (Minister der Präsidentschaft), sowie die auf Flucht befindlichen Lluis Puig (Kultur) und Toni Comín (Gesundheitswesen) erhalten. Die Regierung in Madrid bezeichnete diese Ministerwahl als Provokation und erklärte, dass die neue Regionalregierung in dieser Form nicht handlungsfähig sei und dass die Ministernominierungen nicht im Amtsblatt veröffentlicht würden und somit nicht in Kraft treten könnten; Torra suspendierte die Amtsübernahme und kündigte rechtliche Schritte an. Die geplante Aufhebung der Zwangsverwaltung Kataloniens unter Artikel 155 der spanischen Verfassung lag somit zunächst auf Eis; erst am 29. Mai lenkte Torra ein und ersetzte die vier von der Justiz verfolgten Ministerkandidaten mit nicht belasteten Personen; in einem seiner letzten Regierungsgeschäfte vor seiner Abwahl im Misstrauensvotum am 1. Juni 2018 bestätigte Rajoy die neue katalanische Regionalregierung von Torra und ebnete damit den Weg zur Aufhebung der Direktverwaltung von Katalonien.
Pedro Sánchez (PSOE), Nachfolger Rajoys in Folge des von Separatisten mitgetragenen Misstrauensantrags, strengte Dialogbemühungen mit der neuen Regionalregierung Torras an; trotz eines zunächst versöhnlicheren Tons aus Madrid blieb es jedoch bei der Regionalregierung bei einem harten Konfrontationskurs ohne Annäherungen in der Sache. Torra erklärte Anfang September 2018, der spanische Staat sei gewalttätig und habe einen demokratischen Bankrott erlitten; einziges Ziel könne ein Bruch mit Spanien und eine katalanische Republik sein; er wolle eine „politische Lösung“: ein Dialog mit Madrid könne nur die Unabhängigkeit als Thema haben und er werde daher auch die noch ausstehenden Urteile der spanischen Justiz im Prozess gegen ehemalige Regionalminister und Aktivisten nicht anerkennen.
Am 15. Februar 2019 war Pedro Sánchez gezwungen, vorgezogene Parlamentswahlen anzukündigen, nachdem der Haushalt wenige Tage zuvor im Parlament nicht die nötige Mehrheit gefunden hatte. Die Niederlage in der Haushaltsdebatte war die Folge des Zusammenbruchs von Gesprächen mit der katalanischen Regionalregierung, woraufhin ERC und PDeCAT mit dem PP und Cuidadanos gegen den Haushalt stimmten.
Gespräche mit der separatistischen Regionalregierung scheiterten wenige Tage zuvor endgültig an deren Forderung nach einem internationalen „Beobachter“ (relator) der Verhandlungen; am 12. Februar wurde zudem der Strafprozess gegen separatistische katalanische Politiker und Aktivisten eröffnet. Der Vorwahlkampf war durch offene Provokationen Torras gekennzeichnet, der sich trotz richterliche Aufforderung weigerte, separatistische Symbole von öffentlichen Einrichtungen zu entfernen. Gleichzeitig waren die Regierungsgeschäfte der Generalitat in Katalonien von einem vollkommenen Stillstand gekennzeichnet, da dem Regionalparlament aufgrund von mangelnden Konsens innerhalb der separatistische Regierungsmehrheit kein Haushaltsplan vorgelegt werden konnte.
Bei den spanischen Parlamentswahlen am 28. April 2019 erlangte ERC erstmals in ihrer Geschichte den größten relativen Stimmenanteil in Katalonien, während JxCat von Torra und Puigdemont, die zunehmend für eine harte Haltung im Konflikt stand, Stimmen verlor; insgesamt hielten sich separatistische und unionistische Parteien erneut die Waage in Katalonien – Wahlgewinner Pedro Sánchez hatte mit der PSOE nicht genügend Stimmen für eine Regierungsbildung; weil sich Sánchez nicht auf separatistischen katalanischen Parteien stützen wollte, bzw. diese eine mögliche Tolerierung ablehnten, fanden am 10. November 2019 erneut Parlamentswahlen statt. Auch bei diesen ergaben sich keine klaren Mehrheitsverhältnisse – nach den Wahlen zeichnete sich ab, dass Sánchez eine durch Separatisten geduldete Koalition mit Podemos gegen das Angebot eines vertieften Dialogs über die politische Gestaltung der Autonomie anstrebte. Dabei traten Brüche zwischen ERC und der radikaleren Haltung von JxCat weiter ans Licht – ERC entschied sich durch ihre Enthaltung die Ernennung von Sánchez zum neuen Ministerpräsidenten zu ermöglichen, was von JxCat und den Aktivisten von ANC strikt abgelehnt wird.
Parallel zu den Wahlen und dem Ringen um die Gestaltung der Regierung in Madrid, wurden bereits im Oktober 2019 Urteile der spanischen Justiz mit langen Haftstrafen gegen die prozessierten Verantwortlichen des Unabhängigkeitsreferendums verkündet. In der Folge kam es zu weiteren juristischen Auseinandersetzungen um die Immunität vom ehemaligen katalanischen Vizepräsidenten Junqueras und einem Nachspiel im Streit um die separatistische Symbole an öffentlichen Gebäuden: Wegen wiederholten Verstoßes durch die Regionalregierung gegen eine Verordnung des Zentralen Wahlausschusses (Junta Electoral Central JEC) wurde Torra vom katalanischen Obersten Gericht zunächst zu einer Geldstrafe und Amtsausschluss verurteilt. Noch vor der Rechtskräftigkeit des Urteils entschied der spanische Zentrale Wahlausschuss Anfang Januar 2020, dass Torras Abgeordnetenmandat im Regionalparlament wegen Ungehorsams zu ruhen habe und er somit auch nicht sein Amt als Ministerpräsident von Katalonien weiter ausüben könne.
In der Folge kündigte Torra Neuwahlen in Katalonien ohne Nennung eines Wahltermins an, nachdem absehbar war, dass ERC ihn nicht weiter stützen werde.
Zwischenzeitlich einigten sich Sánchez in Madrid und ERC auf politische Gespräche im Gegenzug auf die Tolerierung seiner Regierung; eine erste formelle Gesprächsrunde zwischen der spanischen Regierung und der Generalitat, geleitet von Torra, fand im Februar 2020 statt.
Puigdemont und JxCat lehnte indes den von der ERC initiierte Dialog zwischen der Generalitat und Pedro Sánchez ab. In einer Großkundgebung im französischen Perpignan vor bis zu 150.000 Anhängern sprach Puigdemont Ende Februar 2020 von der Notwendigkeit eines „abschließenden Kampfes“ (wörtl.: „lluita definitiva“) für die Unabhängigkeit.
Im September 2020 bestätigte der Oberste Gerichtshof das gegen Torra verhängte Amtsverbot. Der Vizepräsident Pere Aragonès übernahm als Interimspräsident die Geschäfte der Regionalregierung von Katalonien. Am 13. Februar 2021 fanden Neuwahlen statt. Nachdem der katalanische Rapper Pablo Hasél am 16. Februar 2021 wegen Verherrlichung von Gewalt und Beleidigung der Monarchie eine neunmonatige Haftstrafe antreten musste, kam es in den folgenden Nächten zu zahlreichen Demonstrationen und Ausschreitungen in mehreren Städten darunter auch Madrid.

## Reaktionen und Folgen

### Königshaus
Spaniens Staatsoberhaupt, König Felipe VI., hatte bereits nach dem Referendum am 4. Oktober 2017 in einer Fernsehansprache mit harten Worten gegen die katalanische Regierung erklärt, die Lage in Katalonien sei äußerst ernst, die rechtsstaatliche Ordnung und die ordnungsgemäße Selbstverwaltung von Katalonien seien in Gefahr. Zudem bekräftigte er seinen unbedingten Einsatz für die Einheit Spaniens, die Verteidigung der Verfassung und die Achtung des Gesetzes vor einem nicht hinnehmbaren Versuch der Unabhängigkeitsbefürworter, die Institutionen an sich zu reißen und die Gesellschaft zu spalten.

### Verfassungsreform
In Reaktion auf die Unabhängigkeitsbemühungen in Katalonien erwägt die spanische Regierung seit Mitte September 2017, Gespräche über eine mögliche Verfassungsreform zu ermöglichen. Im Vorfeld der Anwendung des Artikel 155 kündigte die Regierung insbesondere auf Drängen der PSOE an, eine Kommission des spanischen Parlaments (Congreso de los Diputados) einzusetzen, die u. a. mögliche Reformen zur Finanzierung der Regionen und der Autonomieregierungen debattieren soll.

### Großdemonstrationen gegen und für die Unabhängigkeit
Neben unzähligen Demonstrationen für die Unabhängigkeit im Vorfeld des Referendums kam es am 8. Oktober, kurz vor der vermeintlichen Unabhängigkeitserklärung, erstmals zu einer Großdemonstration in Barcelona für den Verbleib Kataloniens in Spanien. Zu den Rednern gehörten der Nobelpreisträger für Literatur Mario Vargas Llosa und der ehemalige Präsident des Europaparlaments Josep Borrell. Diese Demonstration war von der Societat Civil Catalana initiiert worden. Die Organisatoren sprachen von bis zu 950.000 Teilnehmern, die Guardia Urbana (städtische Polizei von Barcelona) von 350.000. In den Medien wurde dabei der von der SCC verwendete Begriff der „schweigenden Mehrheit“ (mayoría silenciosa) verwendet. Die Anhänger der Unabhängigkeit behaupteten dagegen, die Mehrzahl sei aus anderen Regionen Spaniens angereist.
Anders als von den Organisatoren befürchtet, wurden keine franquistischen oder rechtsextremistischen Symbole verwendet; es kam nur zu kleineren Auseinandersetzungen.
Zu einer weiteren Großdemonstration in Barcelona für die Einheit mit Spanien, an der auch die unionistischen Parteien Partido Popular (PP), Ciutadans (Cs) und Partido Socialista de Cataluña (PSC) teilnahmen, kam es am 29. Oktober 2017, zwei Tage nach der Amtsenthebung der katalanischen Regierung – wiederum gingen zwischen 1.100.000 (laut Angabe der Organisatoren) und 300.000 (laut Angabe der Polizei) Teilnehmer auf die Straße.
Am 21. Oktober 2017 demonstrierten die Unabhängigkeitsbefürworter mit Mitgliedern der Regionalregierung gegen die drohende Anwendung des Artikels 155 und für die Freilassung von Cuixart und Sànchez. An dieser Demonstration nahmen nach Aussage der Guardia Urbana 450.000 Menschen teil.
Am 11. November 2017 kam es in Barcelona zu einer erneuten von ANC und Omnium organisierten Großdemonstration der Unabhängigkeitsbefürworter mit 750.000 Teilnehmern laut Guardia Urbana, die für die Freilassung der inhaftierten Regierungsmitglieder und der Aktivisten Cuixart und Sànchez demonstrierten.
Am Nationalfeiertag Kataloniens am 11. September 2018 demonstrierten erneut rund eine Million Menschen für die Unabhängigkeit von Spanien.

### Gelbe Schleifen

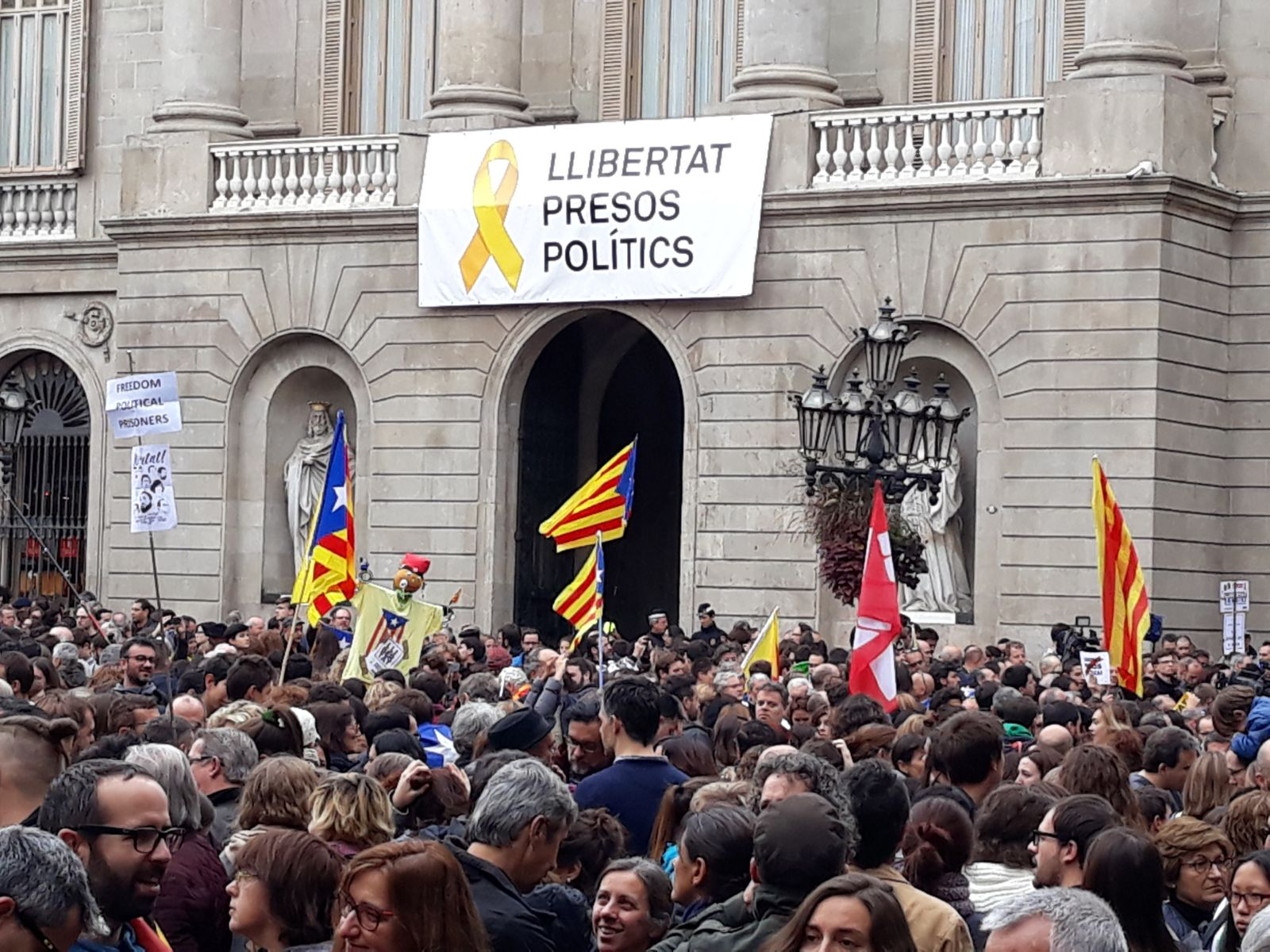
Plakat mit gelber Schleife am Rathaus von Barcelona

Seit Oktober 2017 werden gelbe Schleifen (und die gelbe Farbe allgemein) als Symbol der Solidarität mit den 17 katalanischen Ministern und Aktivisten verwendet, die wegen des Vorwurfs der Rebellion, des Aufruhr und der Veruntreuung öffentlicher Mittel angeklagt und teilweise in Haft genommen wurden bzw. ins Ausland geflohen waren. Sie werden von Unabhängigkeitsanhängern als politisch Verfolgte betrachtet. Separatistische Politiker, aber auch einige bekannte Persönlichkeiten wie der Ex-Trainer des FC Barcelona, Pep Guardiola, traten fortan mit der Schleife auf. In der Folge kam es zur massenhaften Anbringung gelber Schleifen an öffentlichen Einrichtungen durch Unabhängigkeitsbefürworter, was durch einige Kommunen und die katalanische Regionalregierung (unter Quim Torra) wohlwollend geduldet oder gefördert wurde. Dies führte im Sommer 2018 zu einem eskalierenden Streit über die Rechtmäßigkeit der öffentlich sanktionierten Verwendung offen separatistischer Symbole im öffentlichen Raum.
Auf Antrag von Cuidadanos und PP entschied die spanische Zentrale Wahlkommission im Vorfeld der anstehenden Parlamentswahlen Anfang März 2019, alle gelben Schleifen und Unabhängigkeitsfahnen (Esteladas) müssten von öffentlichen Gebäuden entfernt werden, da sie die vom Wahlgesetz vorgeschriebene Neutralität verletzen. Die Regionalregierung weigerte sich jedoch, diese zu entfernen, und ließ die von der Kommission gesetzte Frist mehrfach verstreichen. Am 21. März 2019 ließ die Regionalregierung alle gelben Schleifen und Fahnen abnehmen und durch andere separatistische Symbole und Plakate ersetzen. Die Wahlkommission beantragte daraufhin, dass die Staatsanwaltschaft Verfahren wegen Ungehorsams gegen die Verantwortlichen einleiten solle, und beauftragte die Polizei, alle Plakate und Symbole zu entfernen. Präsident Quim Torra bezeichnete die Plakate als Ausdruck der Meinungsfreiheit, kündigte eine Beschwerde gegen die Entscheidung der Wahlbehörde wegen „Willkür“ an, ließ aber am 22. März dennoch alle Symbole vor dem Einschreiten der Polizei von öffentlichen Einrichtungen abnehmen. An der Fassade seines Regierungspalastes in Barcelona brachte er am selben Abend ein neues Banner an, auf dem „Meinungsfreiheit“ gefordert wird. Am 27. Mai, Tag nach den Europawahlen, wurde das ursprüngliche Banner, welches Freiheit für die „politischen Gefangenen“ und „Exilanten“ fordert, erneut am Regierungspalast aufgehängt. Die juristische Aufarbeitung dieser Episode gipfelte im September 2020 in Torras Verurteilung (Amtsverbot und Geldstrafe).

### Wirtschaftliche Folgen
Eine Vielzahl von in Katalonien ansässigen Wirtschaftsunternehmen bekundete ihre Besorgnis wegen der möglichen Unabhängigkeit (und des damit verbundenen Ausscheidens aus der EU); die spanische Regierung ermöglichte den in Katalonien ansässigen Unternehmen eine Sitzverlegung im Eilverfahren ohne Abhaltung einer regulären Hauptversammlung. Bis zum 26. Oktober 2017 hatten bereits fast 1.700 Unternehmen angekündigt, ihren Unternehmenssitz aus Katalonien verlegen zu wollen; darunter auch katalanische Traditionsunternehmen wie Caixabank, Banco Sabadell, Codorníu, Gas Natural; dies betrifft 6 der 7 katalanischen börsennotierten Konzerne, die im Leitindex IBEX 35 vertreten sind.
Die beiden traditionellen katalanischen Großbanken, Caixabank und Banco Sabadell, berichteten, sie hätten in der Woche nach dem Referendum Kundendepots mit einem Volumen von 9 Milliarden Euro verloren; dies spiegele einerseits eine Ablehnung des Unabhängigkeitsprozesses seitens nicht-katalanischer Kunden und andererseits Sorgen über die Verfügbarkeit der Einlagen bei einer wirtschaftlichen Abspaltung Kataloniens wider; der Mittelabfluss habe aber nach Verlegung der Unternehmenssitze außerhalb Kataloniens abgenommen.
Einem Aufruf katalanischer Aktivisten zum Boykott der Banken mit Aufforderung an katalanische Kunden, als Zeichen des Protests möglichst große Summen Bargeld bei den Banken abzuheben, wurde vereinzelt Folge geleistet, er blieb aber insgesamt bedeutungslos.
Auch der Veranstalter einer der größten internationalen Messen im Technologiesektor, der alljährlichen GSMA Mobile World Congress, erklärte, dass er die Situation in Katalonien beobachte, und eine Verlegung auf eine andere Stadt ab 2019 nicht ausschließt; gleichzeitig wurde die Abhaltung für Februar 2018 in Barcelona bestätigt; die Messe gilt als die größte Messe im Bereich der mobilen Telefonie und zieht jährlich über 100.000 Besucher und 2300 Aussteller mit einem lokal generierten Geschäftsvolumen von 450 Millionen Euro an. Bei dem Auswahlverfahren des neuen Sitzes der Europäischen Arzneimittel-Agentur, die durch den Brexit einen neuen Sitz erhalten sollte, schied Barcelona im November 2017 schon im ersten Wahlgang aus; Regierungskreise sowie die Bürgermeisterin von Barcelona, Ada Colau, erklärten, die politische Ungewissheit habe die guten Chancen Barcelonas zunichtegemacht.
Am 1. Januar 2018 erklärte der spanische Wirtschaftsminister, Luis de Guindos, in einem Interview, die Katalonien-Krise sei für den Rückgang des Wirtschaftswachstums in Katalonien von 0,4 – 0,5 Prozentpunkte von 0,9 % auf nur 0,4 % im letzten Quartal 2017 verantwortlich; so gesehen habe die Krise der Wirtschaft von Katalonien etwa 1 Milliarde Euro gekostet.

### Internationale Reaktionen auf die Unabhängigkeitserklärung
Die internationale Staatengemeinschaft lehnte eine Anerkennung der von der Regionalregierung ausgerufenen Republik ab. Auswahl von Reaktionen internationaler Organisationen und Regierungen, sowie Stimmen aus separatistischen Parteien anderer Länder:
- UNO-Generalsekretär António Guterres rief alle Beteiligten zur Besonnenheit auf. Lösungen der Krise müssten im Rahmen der spanischen Verfassung erfolgen.[17]
- Steffen Seibert, Sprecher der deutschen Bundesregierung, stellte klar, dass die Bundesregierung die katalanische Unabhängigkeitserklärung nicht anerkenne.[17] Die Bundesregierung betrachte „die erneute Zuspitzung der Situation in Katalonien, ausgelöst durch den erneuten Verfassungsbruch seitens des katalanischen Regionalparlaments“ mit Sorge.[145]
- Österreichs damaliger Außenminister Sebastian Kurz äußerte: „Die einseitige Unabhängigkeitserklärung des katalanischen Regionalparlaments war nicht rechtmäßig.“[146]
- Das Schweizer Außenministerium (Eidgenössisches Departement für auswärtige Angelegenheiten) bot den Konfliktparteien vor der Auslösung des Artikels 155 an, zu vermitteln, aber die spanische Regierung lehnte dies ab.[147] Die Schweiz betrachtet die Katalonien-Frage als interne Angelegenheit Spaniens, welche im Rahmen der Verfassungsordnung geregelt werden müsse.[148]
- Der französische Staatspräsident Emmanuel Macron wiederholte sein Statement der „vollen Unterstützung“ für den spanischen Premierminister Rajoy. Frankreichs Außenminister Jean-Yves Le Drian bekräftigte, dass Frankreich „die Unabhängigkeitserklärung, die das katalanische Parlament gerade angenommen hat, nicht anerkennt“.[149]
- EU-Ratspräsident Donald Tusk erklärte, für die Europäische Union bleibe Madrid der alleinige Ansprechpartner.[17] Er erklärte auf Twitter, er hoffe, die spanische Regierung bevorzuge die Kraft des Arguments und nicht das Argument der Kraft.[150] Antonio Tajani, Präsident des Europäischen Parlaments, forderte mehr Autonomie für Regionen wie Katalonien. Gleichwohl sprach auch er sich eindeutig gegen eine Unabhängigkeit Kataloniens aus.[17]
- Die Sprecherin des Außenministeriums der Vereinigten Staaten wies darauf hin, Katalonien sei ein integraler Bestandteil Spaniens. Daher unterstützten die Vereinigten Staaten die Maßnahmen des NATO-Partners, Spanien vereinigt zu erhalten.[151]
- Die Türkei, in der von Kurden bewohnte Gebiete nach Unabhängigkeit streben, lehnte die Unabhängigkeit Kataloniens ab.[152]
- Im gleichen Sinne äußerte sich Serbien, von dem sich das Kosovo 2008 für unabhängig erklärt hatte. Serbiens Präsident Aleksandar Vučić warf der EU zudem „Doppelmoral“ im Hinblick auf die Unabhängigkeitserklärung Kosovos vor.[153]
- Israel, von dem die spanische Regierung eine offizielle Ablehnung der Unabhängigkeitserklärung ersucht hatte, lehnte einen Kommentar zu dieser „internen Angelegenheit Europas“ ab.[154]
- Auch der russische Präsident Wladimir Putin erklärte offiziell, die Ereignisse in Katalonien seien eine innere Angelegenheit Spaniens und die Krise müsse innerhalb des spanischen Rechtssystems gelöst werden; gleichzeitig publizierten die russischen Medien RT und Sputnik stark unabhängigkeitsbefürwortende Beiträge, die in den sozialen Medien überdurchschnittlich verbreitet wurden, unter anderem von Benutzern mit falscher Identität und russischem und chavistischem Hintergrund.[155]
- Die Volksrepublik China, die Taiwan als abtrünnige Provinz ihres Staatsgebiets ansieht, erklärte, dass sie gegen die Teilung Spaniens sei und dass das Scheitern der Unabhängigkeitsbestrebungen Kataloniens zeige, dass dem Schutz der Souveränität und territorialen Integrität im Westen wie im Osten oberste nationale Bedeutung zukomme.[156]
- Die separatistischen Südtiroler Parteien Die Freiheitlichen und Süd-Tiroler Freiheit hingegen begrüßten die Unabhängigkeitserklärung Kataloniens.[157][158]

### Amnestiegesetz
Am 30. Mai 2024 stimmte das spanische Parlament in Madrid mit 177 zu 172 Stimmen einem Amnestiegesetz zu. Es kam etwa 400 katalanischen Aktivisten zugute.